# گیلانه (ایوان)
گیلانه (ایوان)، روستایی از توابع بخش زرنه شهرستان ایوان در استان ایلام ایران است.

## جمعیت
این روستا در دهستان کلان قرار دارد و براساس سرشماری مرکز آمار ایران در سال ۱۳۸۵، جمعیت آن ۲۶ نفر (۵خانوار) بوده‌است.